# Рукописи Тімбукту

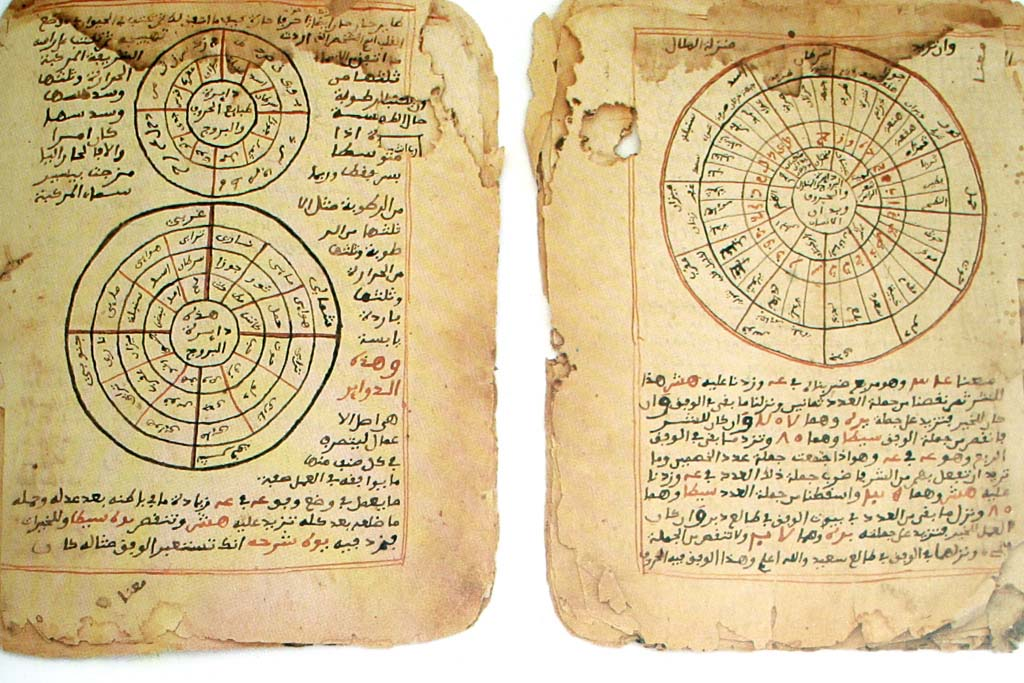
Сторінка рукопису з Тімбукту

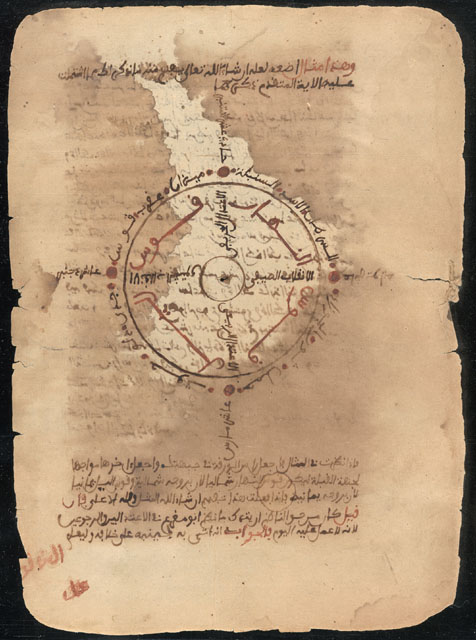
Рукопис Насіра ад-Діна Абу аль-Аббаса Ахмада ібн аль-Хаджа аль-Аміна ат-Таваті аль-Галаві «Кашф аль-Гумма фі Нафа аль-Умма». З Меморіальної бібліотеки Мамми Гайдари, Тімбукту.

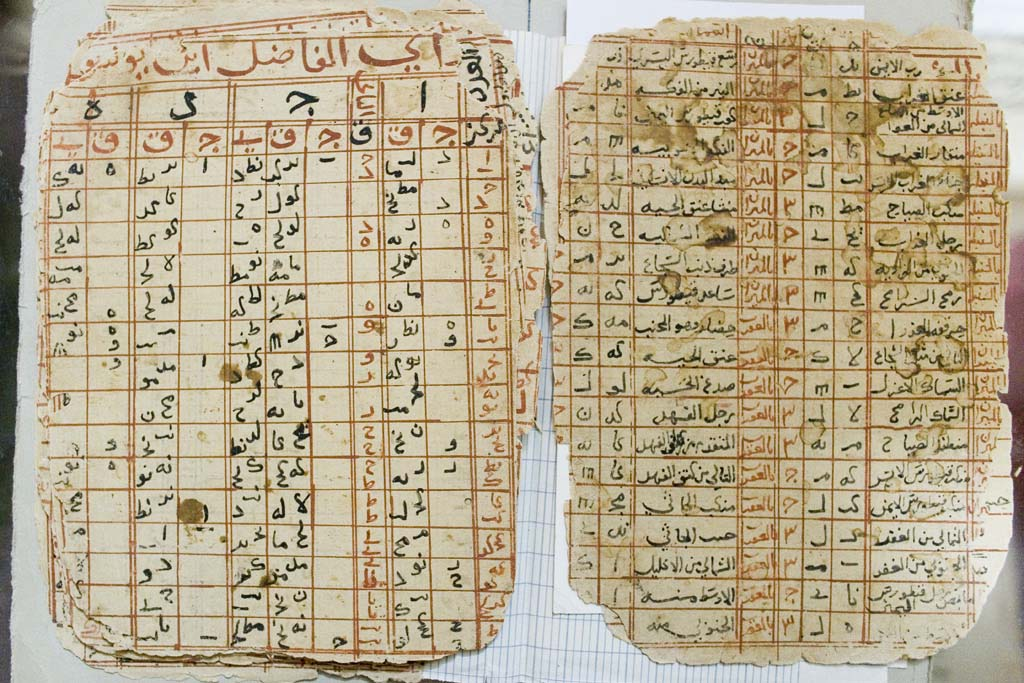
Сторінка рукопису з Тімбукту з таблицею астрономічної інформації

Рукописи Тімбукту — рукописи, які століттями зберігалися в приватних домогосподарствах у місті Тімбукту, що на півночі Малі. Колекції містять манускрипти про мистецтво, медицину, філософію та науку, а також копії Корану.
Рукописи написані арабською та кількома африканськими мовами письмом аджамі: фулані, сонгай, тамашек, бамбара та сонінке. Дати рукописів коливаються між кінцем 13 і початком 20 століття (тобто від ісламізації імперії Малі до занепаду традиційної освіти у Французькому Судані). Їхня тематика коливається від наукових праць до коротких листів.
Після занепаду імперії Малі рукописи зберігалися в будинках місцевих жителів Тімбукту, перш ніж у 20-му та 21-му століттях почалися дослідження та оцифрування.
Рукописи та інша культурна спадщина в Малі були під загрозою під час війни в Малі. 4203 рукописи Тімбукту були спалені або викрадені в період між 2012 і 2013 роками. Близько 350 000 рукописів було перевезено в безпечне місце, і 300 000 з них все ще перебували в Бамако у 2022 році.

## Історія
Ранні писарі перекладали твори багатьох відомих осіб (таких як Платон, Гіппократ і Авіценна), а також відтворювали «словник арабської мови у двадцяти восьми томах під назвою „Мукхам“, написаний андалуським ученим у середині одинадцятого століття». Рукописи з Тімбукту були написані місцевими вченими, істориками, філософами та авторами віршів. Правознавці в місті збирали науку про ісламську юриспруденцію, або фікг, а також про обов'язкову милостиню, або закят. Астрономи вивчали рух зірок і зв'язок із порами року, створюючи карти небес і точні діаграми орбіт інших планет на основі складних математичних розрахунків; вони навіть задокументували метеоритний дощ у 1593 році: «У 991 році в Божому місяці Раджаб Божий, після того, як минула половина ночі, зірки літали навколо, ніби вогонь запалав у всьому небі — на сході, на заході, на півночі та на півдні. …Воно стало нічним полум'ям, яке освітлювало землю, і люди були дуже занепокоєні, і це тривало аж до світанку». Лікарі задокументували вказівки щодо харчування та терапевтичних властивостей пустельних рослин, а етики обговорювали такі питання, як «багатоженство, лихварство та рабство». «Існували каталоги заклинань і проклять; астрологія; ворожіння; чорна магія; некромантія — спілкування з померлими шляхом виклику їхніх духів, щоб відкрити приховані знання; геомантія — ворожбитські позначки на землі, зроблені з кинутого каміння, бруду або пісок; гідромантія, — зчитування майбутнього за брижами, утвореними каменем, кинутим у водойму; та інші окультні теми…» Рукопис під назвою «Поради чоловікам щодо статевих стосунків з жінками» служив довідником щодо афродизіаків і засобів від безпліддя, а також давав поради щодо «завоювання» своїх дружин. «У той час, коли жіноча сексуальність була ледве визнана на Заході, рукопис про оргазм пропонував поради щодо максимізації сексуального задоволення для обох сторін».
Рукописи передавалися в родинах Тімбукту і були переважно в поганому стані. Більшість рукописів залишаються невивченими та не каталогізованими, а їх загальна кількість невідома, що дозволяє лише приблизні оцінки. Добірку з близько 160 рукописів з Меморіальної бібліотеки Мамми Гайдари в Тімбукту та колекції Ахмеда Баби було оцифровано Проєктом рукописів Томбукту у 2000-х роках. Починаючи з 2013 року Музей і бібліотека рукописів Гілла (Hill Museum & Manuscript Library) (HMML) при Університеті Сент-Джона в Коледжвіллі (штат Міннесота) оцифрували понад 150 000 рукописів. У 2017 році HMML і Програма архівів під загрозою зникнення Британської бібліотеки запустили проєкт «Бібліотеки під загрозою зникнення в Тімбукту» (ELIT), щоб оцифрувати рукописи, які залишилися в Тімбукту з трьома головними мечетями.

## Знищення та евакуація
4203 рукописи Тімбукту були спалені або викрадені після падіння Тімбукту під час конфлікту на півночі Малі у 2012—2013 роками ісламістськими повстанцями Ансар Дайн. Інститут Ахмеда Баби та бібліотека, що містять тисячі рукописів, були спалені, коли ісламісти відступали з Тімбукту. Близько 350 000 рукописів було перевезено в безпечне місце, і 300 000 з них все ще перебували в Бамако у 2022 році.

### Історія евакуації
Американський експерт зі збереження книг Стефані Діакіте та доктор Абдель Кадер Гайдара, куратор однієї з найважливіших бібліотек Тімбукту, посада, яка передавалася в його родині поколіннями, організували евакуацію рукописів до Бамако на півдні Малі. Тімбукту має давню традицію святкування та вшанування родинних колекцій рукописів. За традицією член сім'ї «публічно клянеться, що він буде охороняти бібліотеку, поки живе». Під час процесу евакуації Гайдара покладався на місцевих, щоб вони сховали колекцію рукописів Інституту Ахмеда Баби у своїх будинках, перш ніж тексти були остаточно перевезені до Бамако. Евакуацію підтримали міжнародні організації, такі як Фонд культури та розвитку принца Клауса (Нідерланди), за чиїми початковими зобов'язаннями послідувала фінансова підтримка інших організацій, таких як Фонд Доена та Фундація Форда.

### Після евакуації

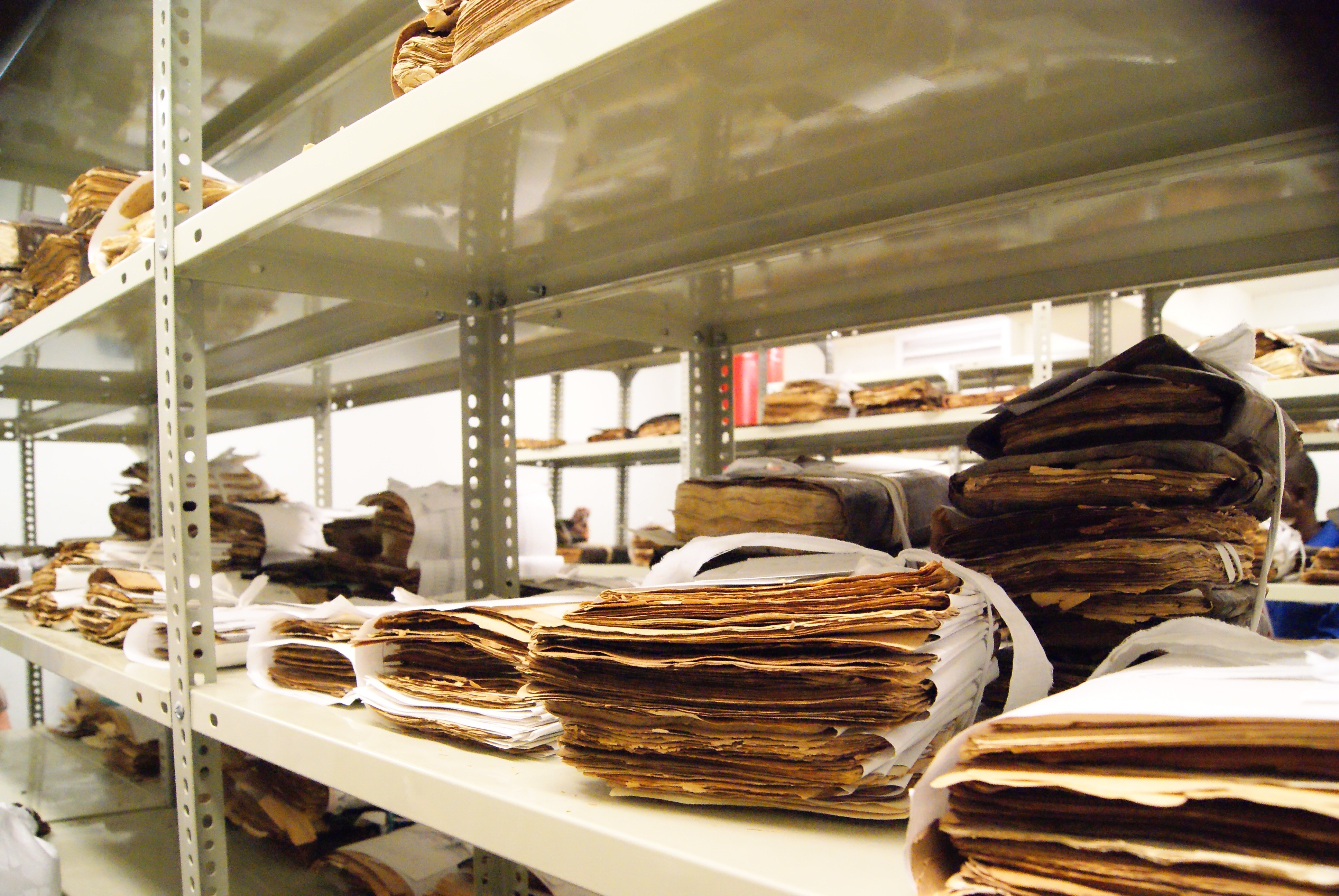
Рукописи Центру Ахмеда Баби

Опинившись на півдні, рукописи зіткнулися з новими небезпеками: пліснявою та вологістю. Стефані Діакіте та доктор Абдель Кадер Гайдара розпочали кампанію зі збору грошей на збереження книг, включаючи краудфандингову кампанію під назвою «Бібліотеки Тімбукту у вигнанні». Хоча багато установ надали фінансування, обладнання та/або навчання, провідну роль відігравали місцеві жителі.
У 2020 році в офісі ЮНЕСКО в Бамако було проведено міжнародну консультацію щодо збереження, доступності та популяризації стародавніх рукописів у Сахелі.